# Reinhard Scherer

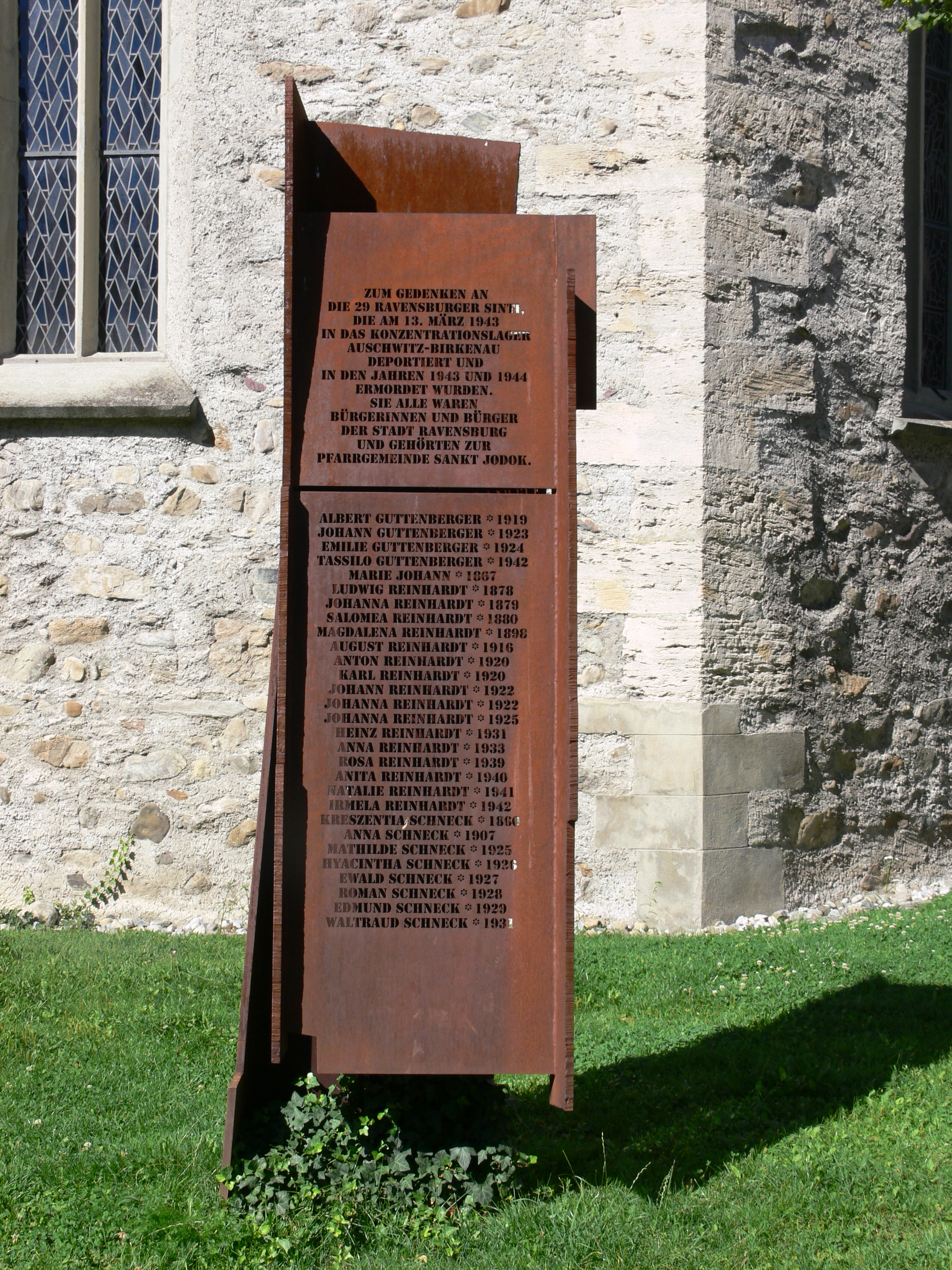
Porajmos-Mahnmal, Ravensburg

Reinhard Scherer (Wangen im Allgäu, 1948) is een Duitse beeldhouwer.

## Leven en werk
Scherer volgde van 1972 tot 1973 een opleiding aan de Freie Kunstschule Stuttgart en studeerde aansluitend van 1973 tot 1997 bij de hoogleraar Rudolf Hoflehner aan de Staatliche Akademie der Bildenden Künste Stuttgart. Hij stelde vanaf 1976 zijn eerste werken tentoon en was vanaf 1978 zelfstandig werkzaam als beeldhouwer. In 1980 kreeg hij een stipendium van de Kunststiftung Baden-Württemberg en in 1983 verbleef hij met een studiebeurs in Casa Baldi in Olevano Romano.
Van 1987 tot 1988 was hij docent aan de Hochschule für Gestaltung, Technik und Wirtschaft in Pforzheim. In 1996 nam hij deel aan een beeldhouwersymposium in Metzingen en in 2000 werd hij uitgenodigd voor een internationaal staalsymposium in de Chileense hoofdstad Santiago.
De kunstenaar leeft en werkt in Alfdorf-Pfahlbronn.

## Werken (selectie)
- 1979 : Figur in Aktion, Kirchheimer Kunstweg in Kirchheim unter Teck
- 1979/80 : Aktion, Albertstraße in Tübingen
- 1984 : Ohne Titel, Reutlingen
- 1985 : Gegenseitig, Museum für Neue Kunst in Freiburg im Breisgau
- 1985 : Abgestützt, Skulpturenpark Sammlung Domnick in Nürtingen
- 1987 : Eigener Schatten, Skulpturen-Rundgang Schorndorf in Schorndorf
- 1989 : Struktur, Telekom Tagungshotel in Stuttgart
- 1989 : Brennpunkt, Bietigheim-Bissingen
- 1989 : Bewegtes Gefüge, Kirchheimer Kunstweg in Kirchheim unter Teck
- 1989/91 : Mahnmal für die Opfer des NS-Regimes, Skulpturen-Rundgang Schorndorf
- 1992 : Gestütztes Gefüge, Skulpturenmeile Mannheim in Mannheim
- 1995 : Torturm, Skulpturen-Rundgang Schorndorf
- 1999 : Porajmos-Mahnmal (Mahnmal zum Gedenken an die 29 Ravensburger Sinti, die im KZ Auschwitz-Birkenau ermordet wurden), Pfarrkirche Jodok in Ravensburg
- 2000 : Balance, Santiago de Chile (Chili)
- 2006 : Ort IV, Skulpturenweg Karsee, Wangen im Allgäu

## Fotogalerij

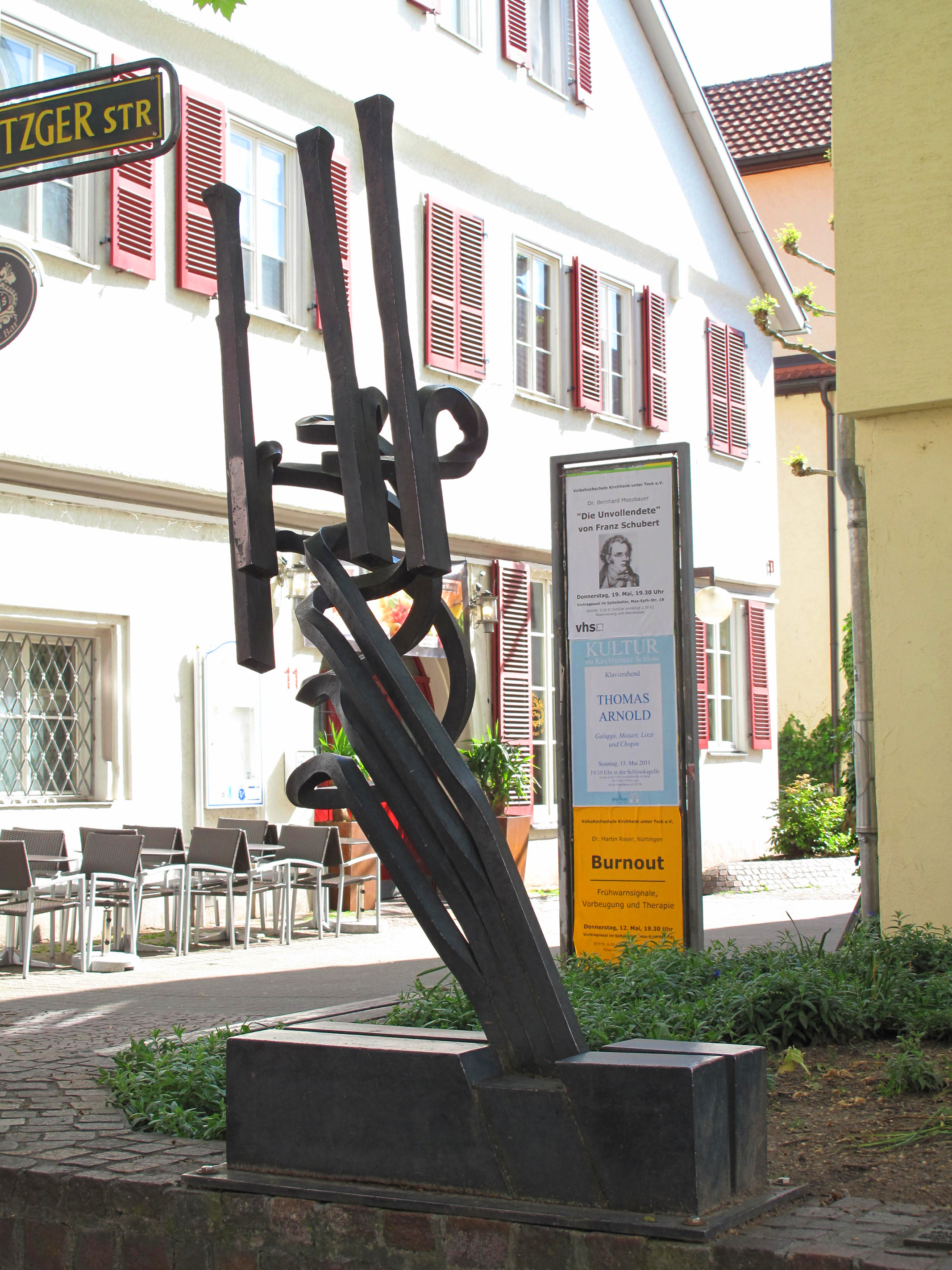
Figur in Aktion (1979), Kirchheim unter Teck
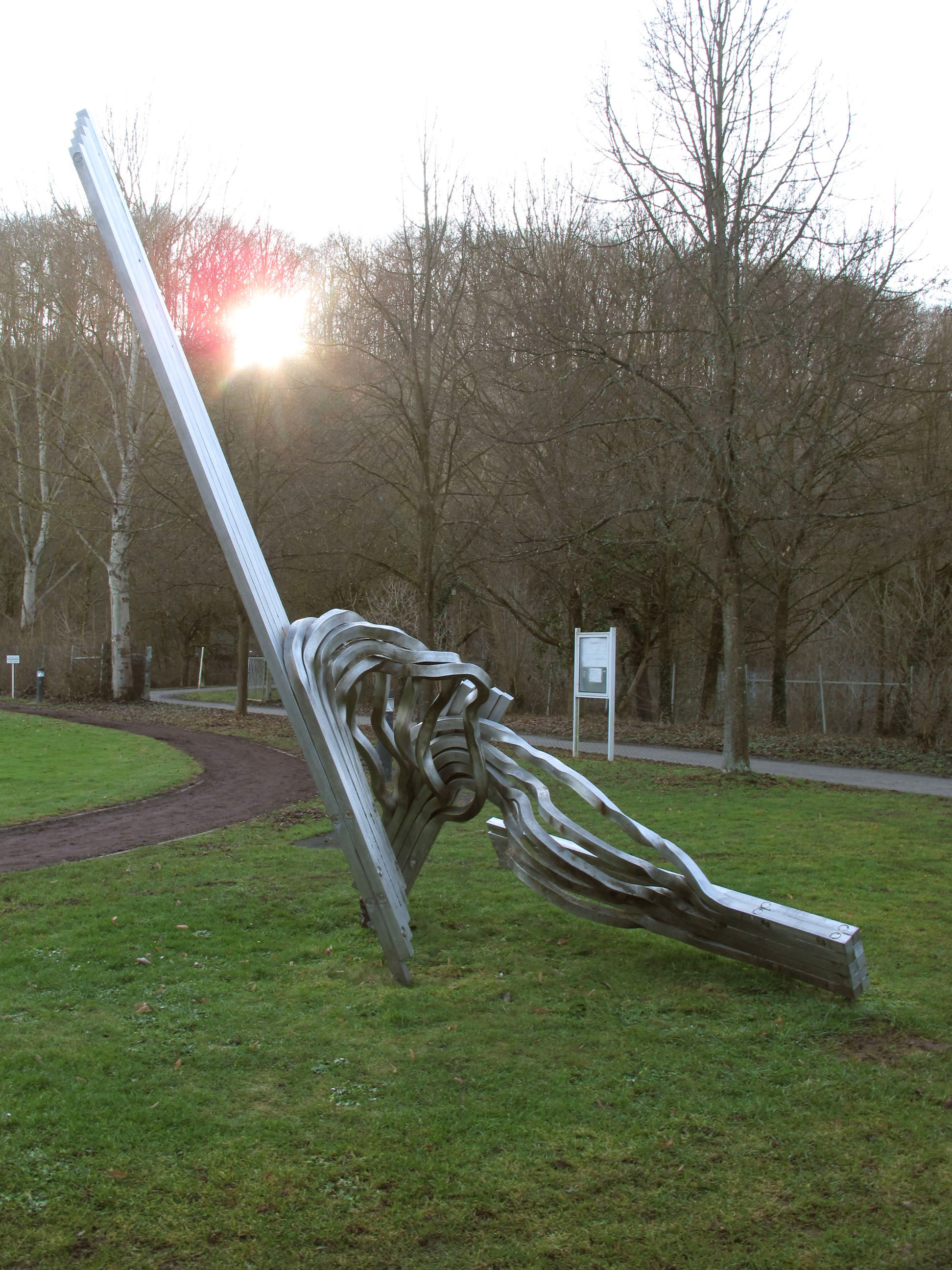
Aktion, Tübingen
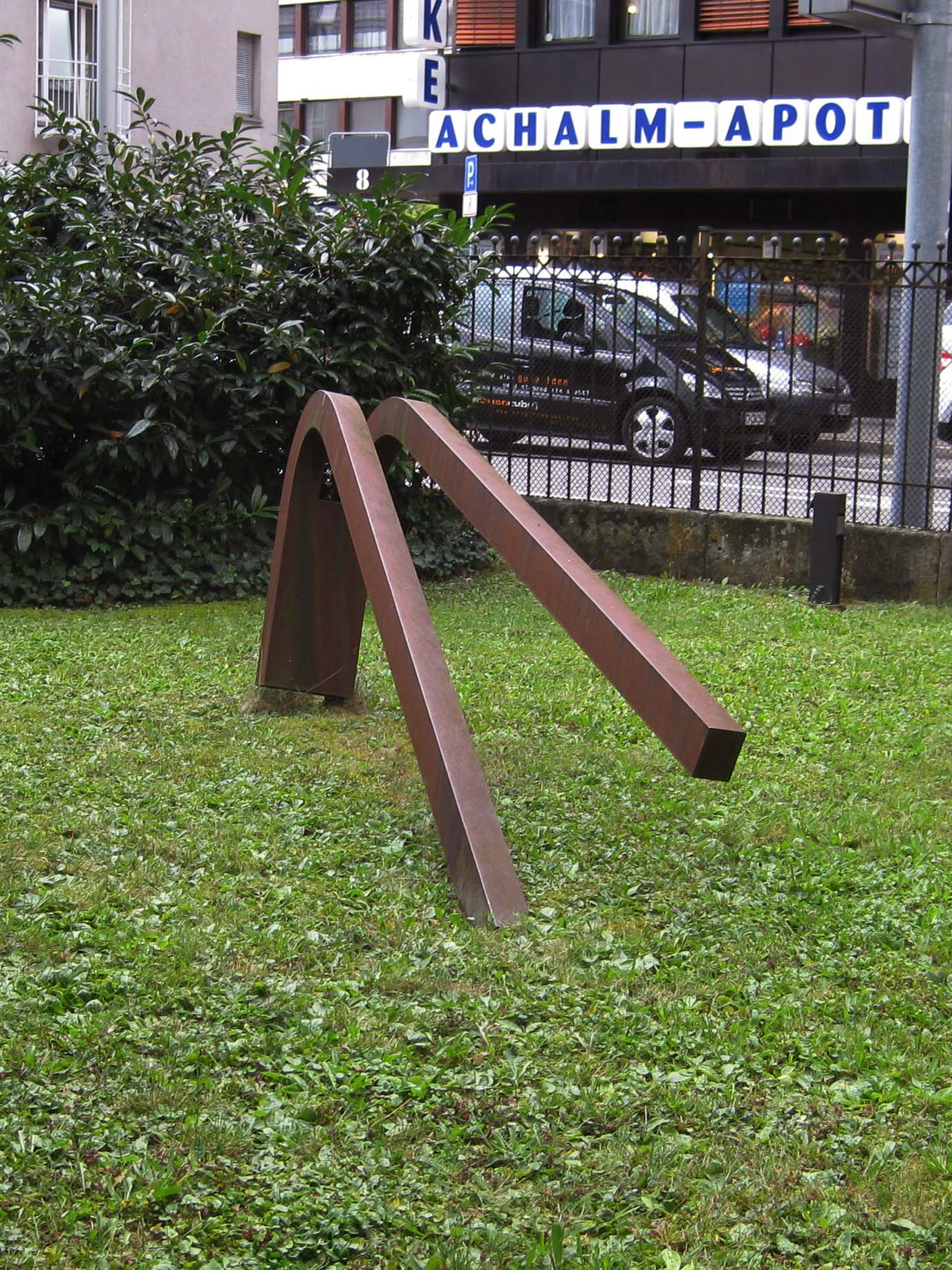
Ohne Titel, Reutlingen
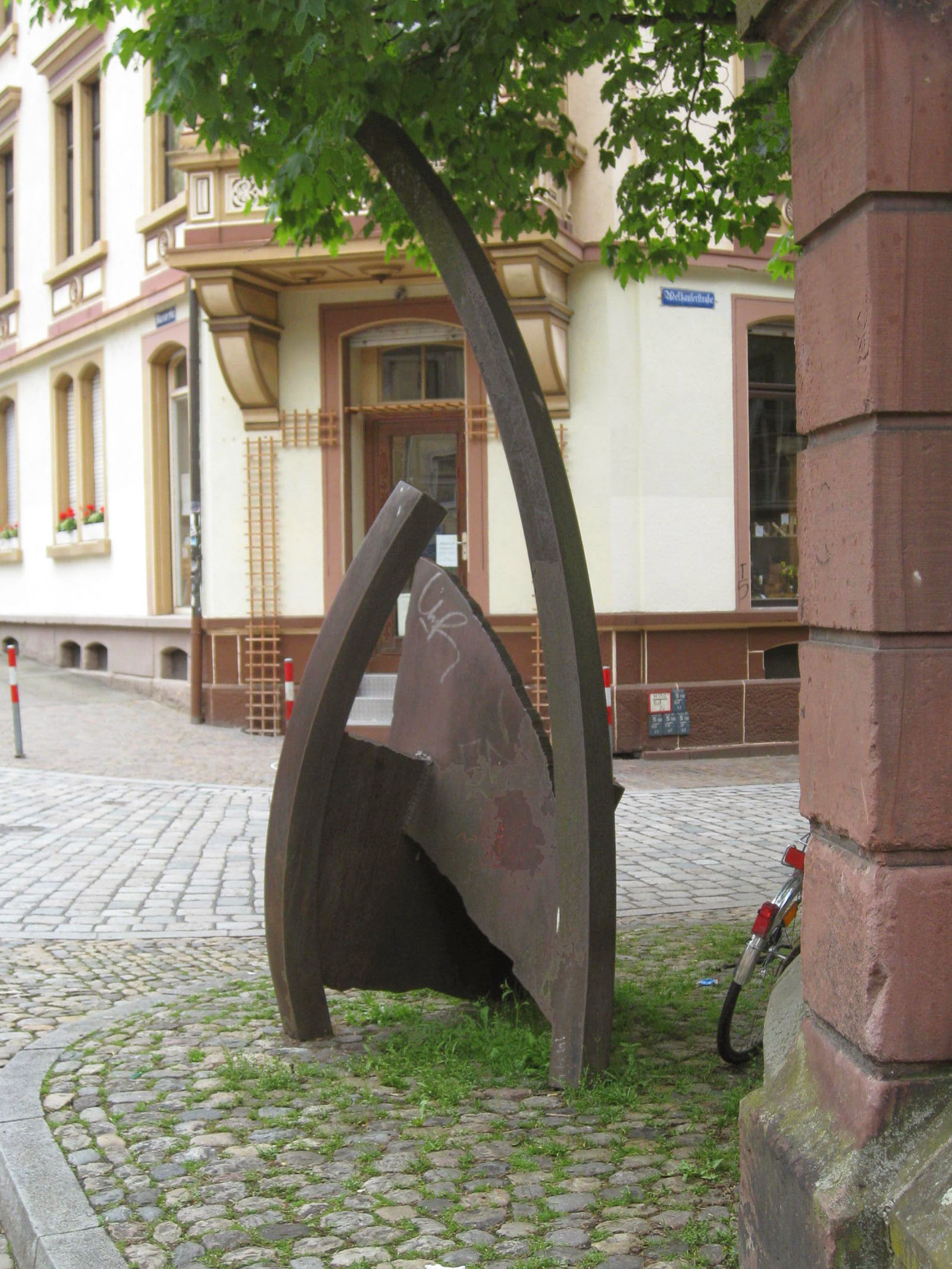
Gegenseitig, Freiburg in Breisgau
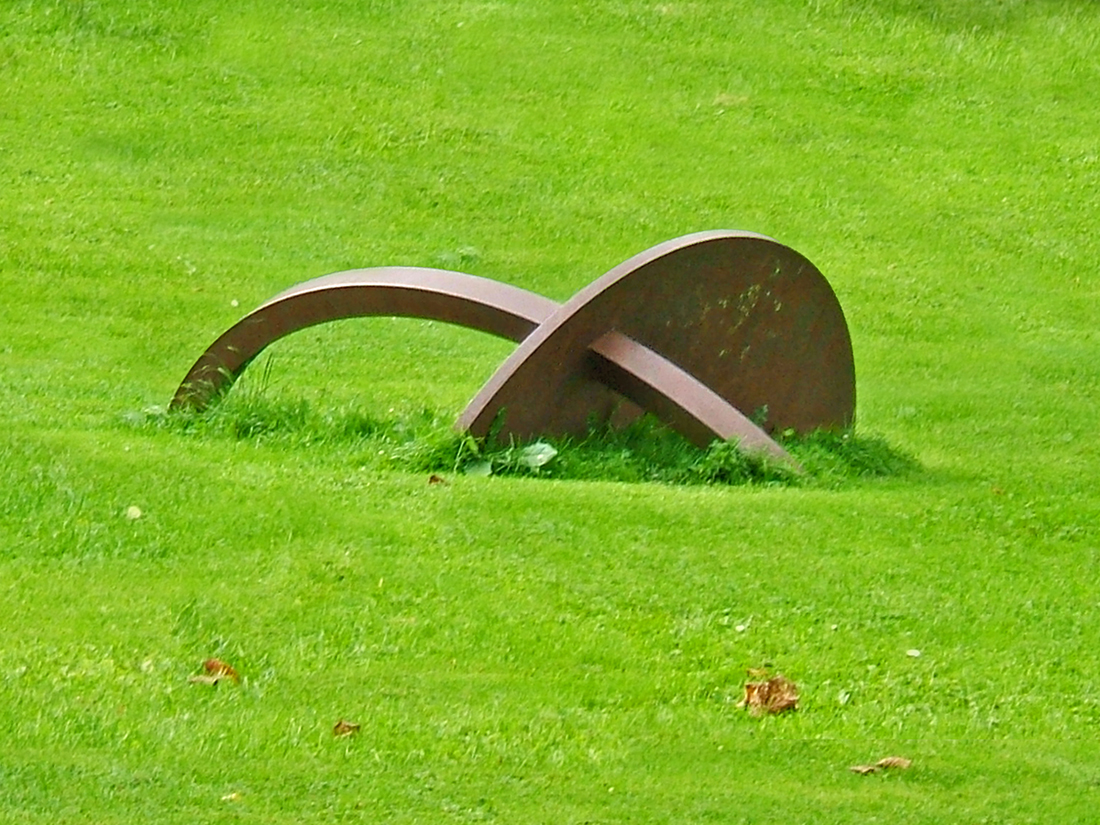
Eigener Schatten, Schorndorf
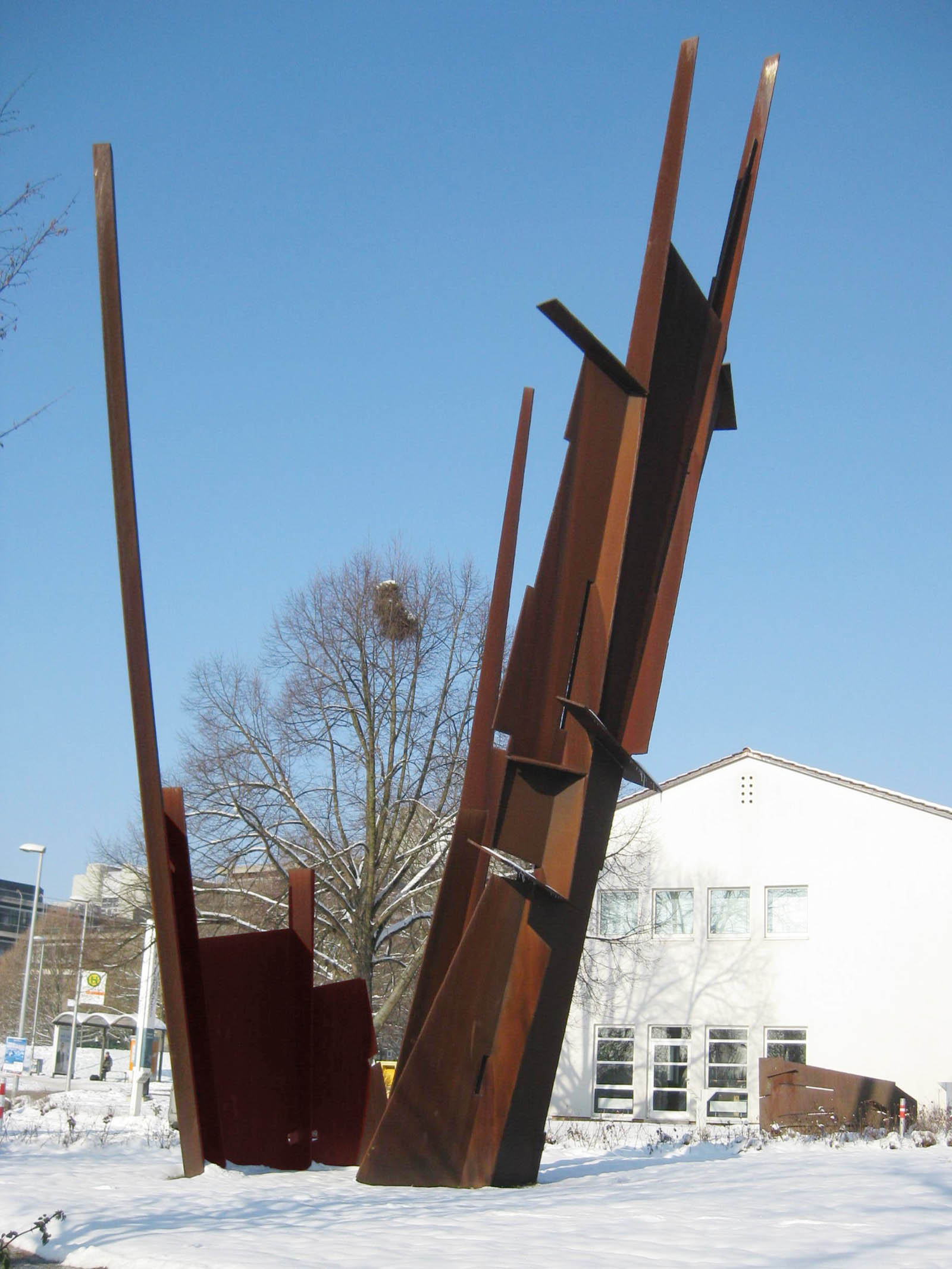
Struktur, Stuttgart
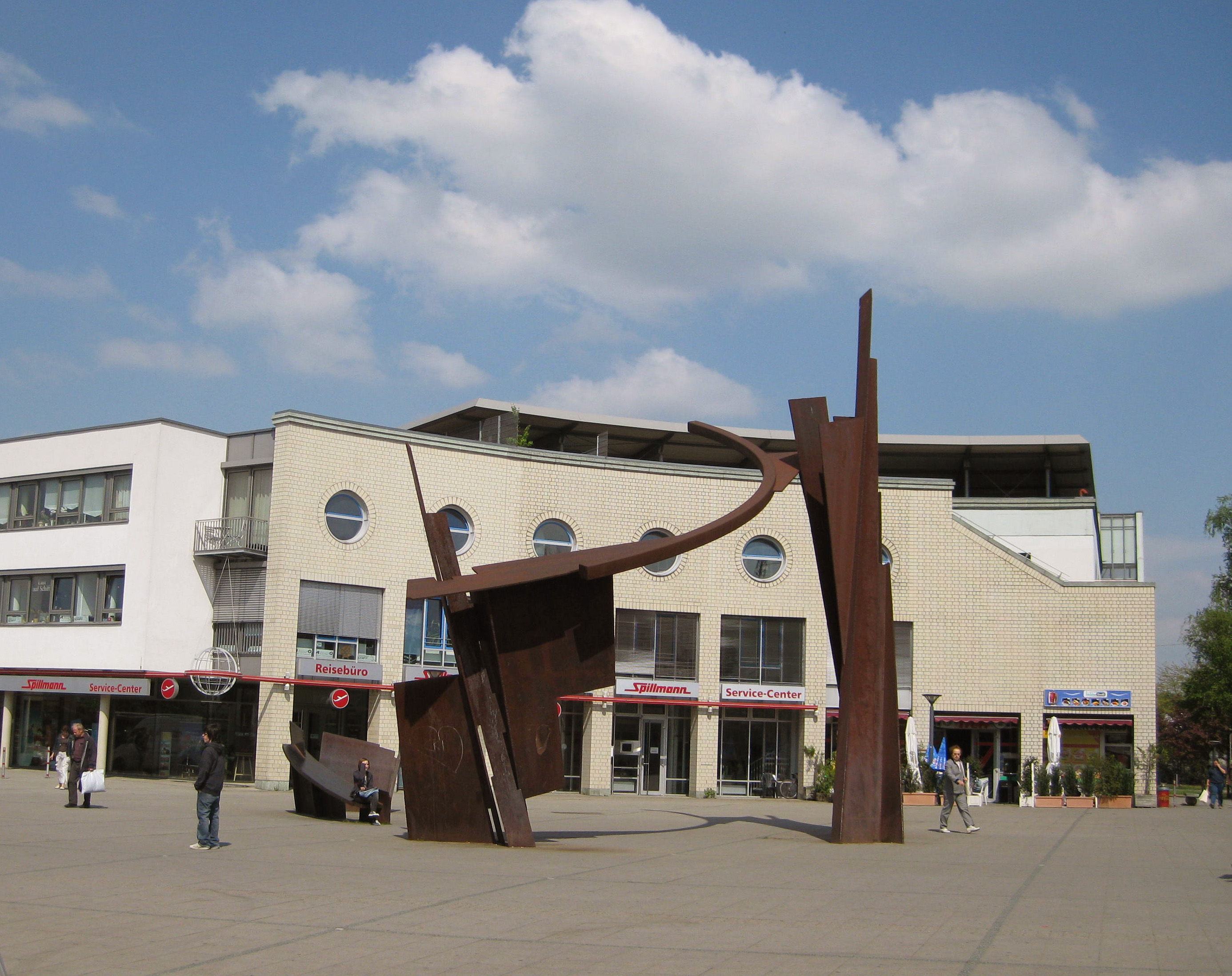
Brennpunkt, Bietigheim-Bissingen
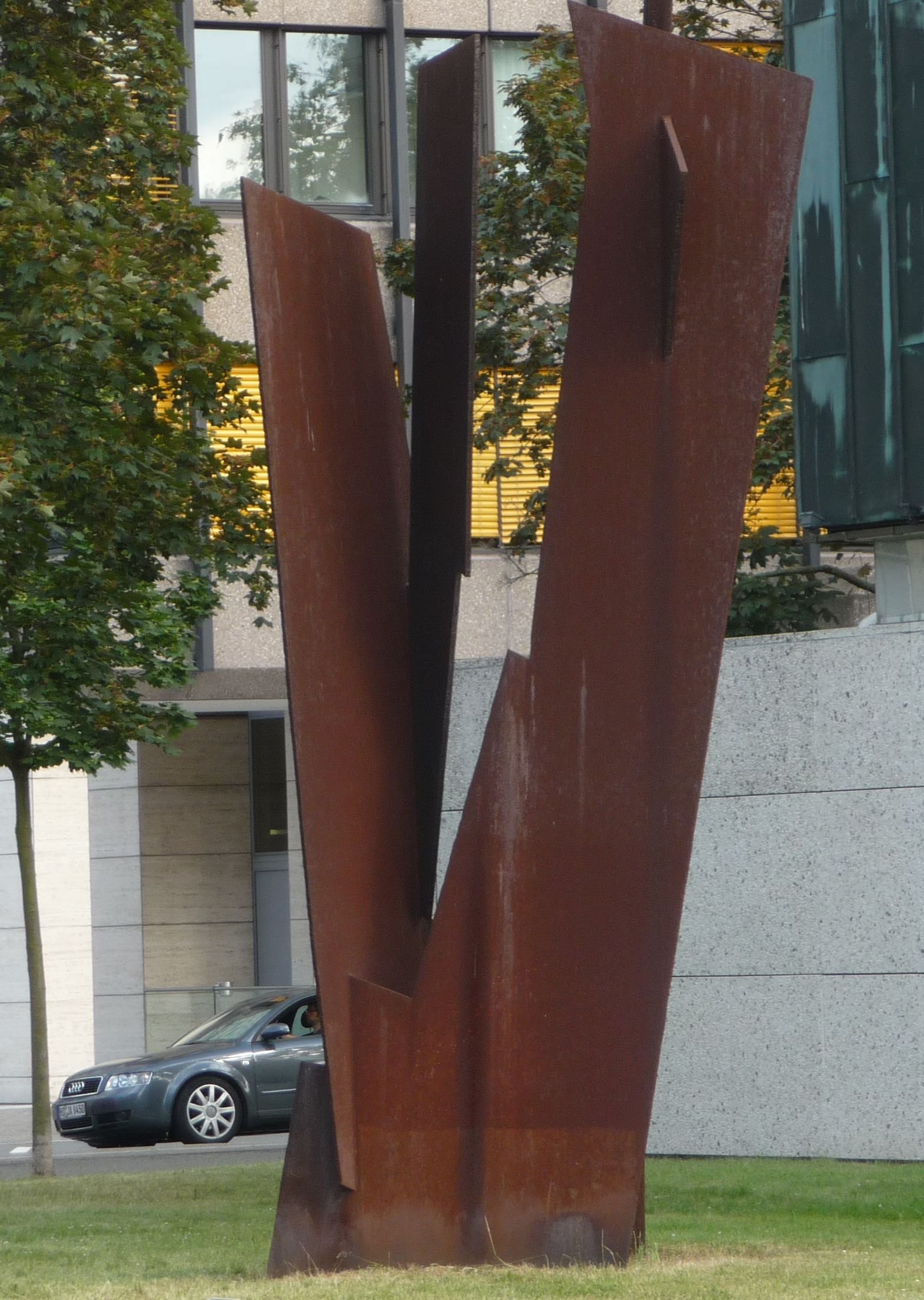
Gestütztes Gefüge, Mannheim
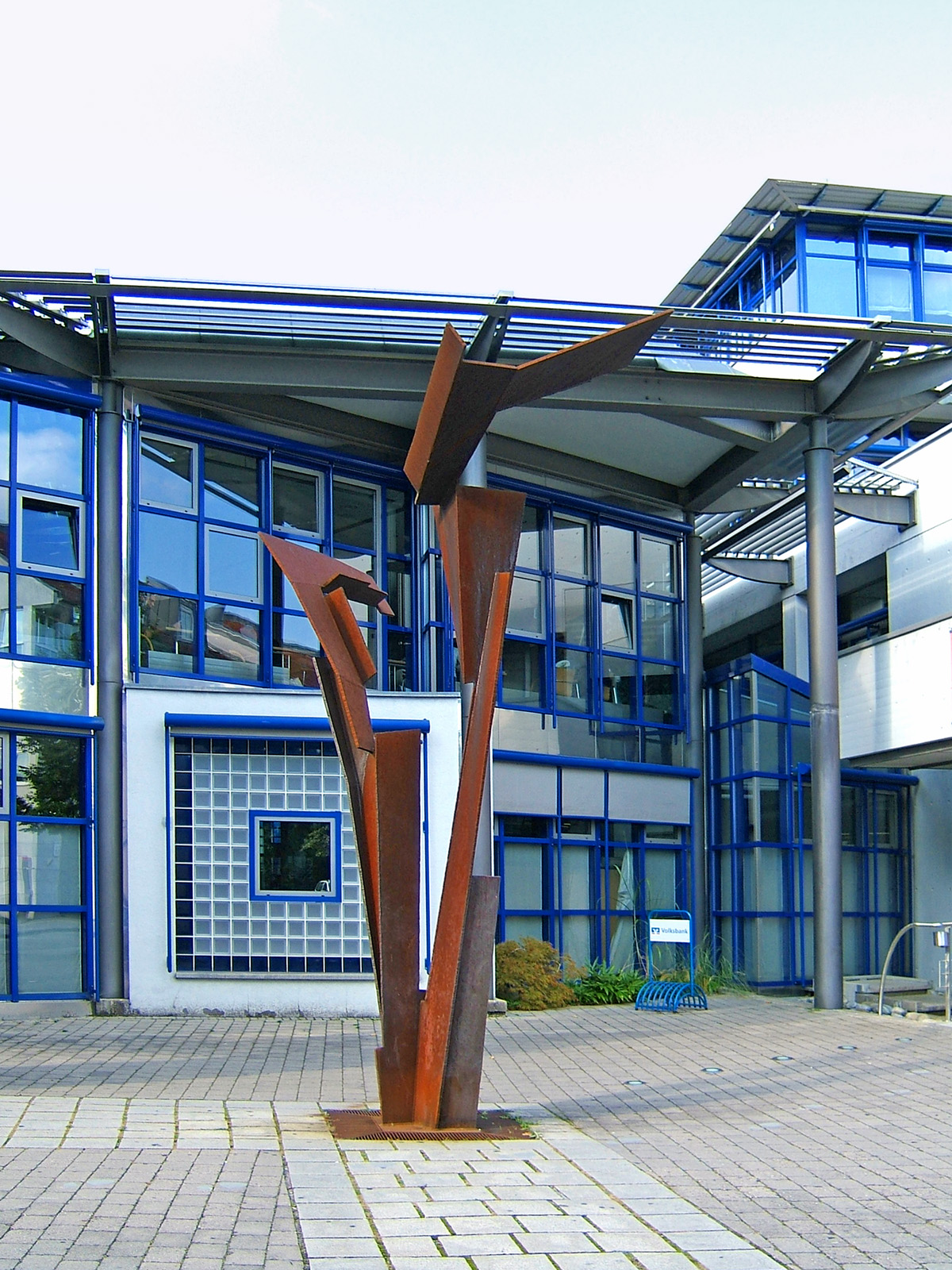
Torturm, Schorndorf
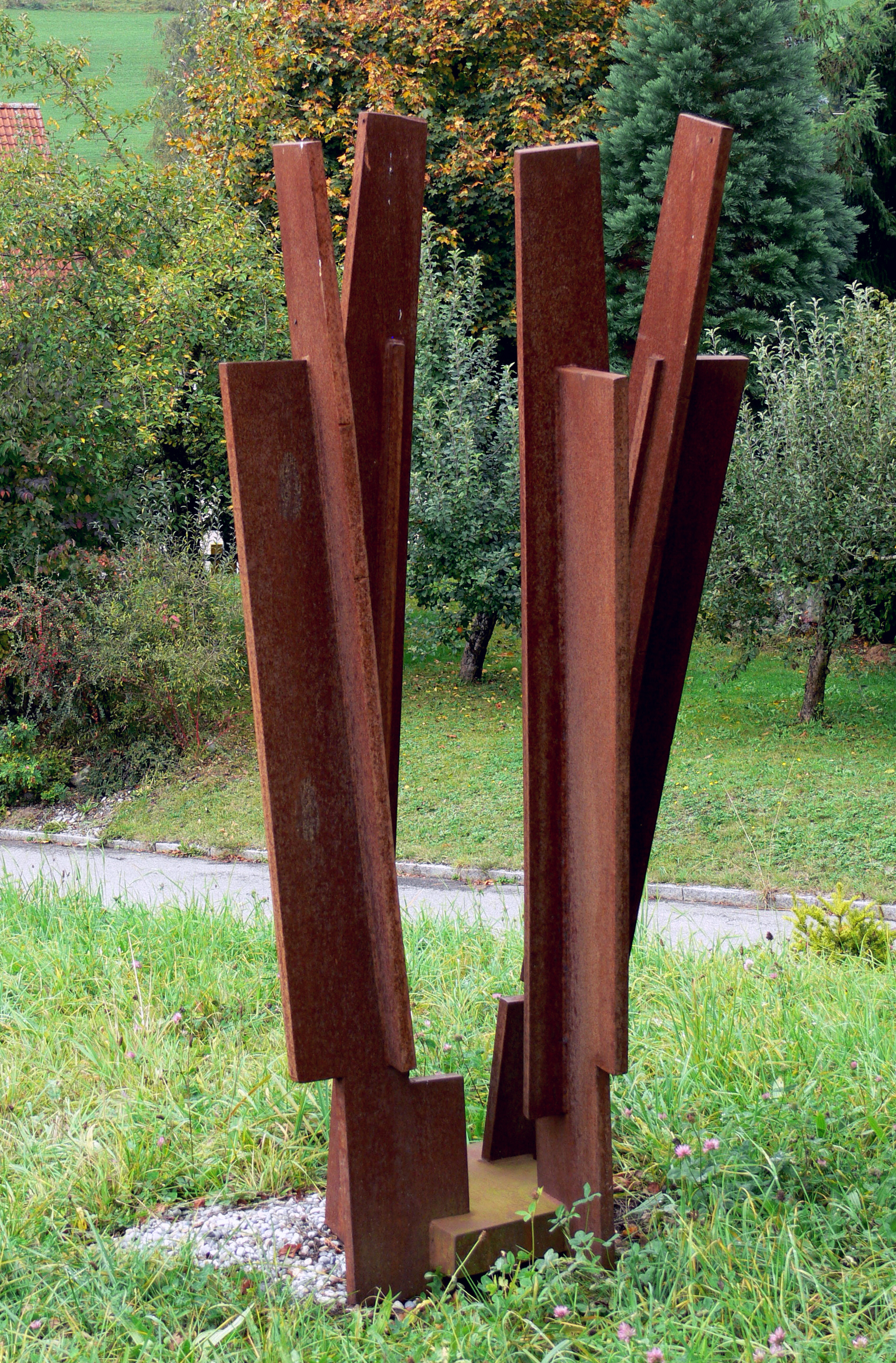
Ort IV, Wangen in Allgäu